# Wiesel
Wiesel — немецкая гусеничная лёгкая авиадесантируемая боевая машина для воздушно-десантных частей.

## История
Создан фирмой Rheinmetall AG по заказу Бундесвера. Работы над её проектированием начались в первой половине 1970-х годов, когда 5 западногерманских компаний представили проекты десантных боевых бронированных машин. Интерес к ним был не в последнюю очередь связан с появлением в СССР семейства десантных боевых машин БМД и БТР-Д. Но в отличие от них в ФРГ планировалось создание малой бронемашины для замены автомобиля «Крака» в качестве «носителя оружия» — низкопрофильной, сочетающей ту же грузоподъемность 0,75 т, высокую оперативную (аэротранспортабельность, посадочное и парашютное десантирование) и тактическую (скорость, проходимость, запас хода, приемистость, поворотливость) подвижность, минимально необходимую бронезащиту, простоту управления. Название по-немецки означает «ласка». Создание началось в 1984 году.

## Производство и применение
Первая машина Wiesel была выпущена в 1989 году, хотя ещё в 1986 году четыре её усовершенствованных опытных образца прошли войсковые испытания. В 1987 году появилось решение о закупке этих машин для немецкой армии, предлагалось разработать 20 модификаций. В итоге, было заказано 343 машины, в том числе 210 вооружённых пусковыми установками противотанковых управляемых реактивных снарядов «TOW» и 133 единицы — пушками калибра 20 мм. В 1993 году 10 машин были направлены для обслуживания миссии по поддержанию мира в Сомали, где каждая из них преодолела в течение 6 месяцев в среднем по 4000 км (это соответствует эксплуатации машины в течение четырех лет в Германии).
БДМ «Визель» подоспела к реорганизации воздушно-десантных войск Бундесвера по программе «Структура-2000», и на эту маленькую машину возлагали большие надежды. Весной 1990 года командир 1-й воздушно-десантной дивизии генерал-майор Г. Бернхард заявил, что с «Визель» «…аэромобильные силы будут способны защитить позиции на бо́льшем фронте и на большую глубину. Играя роль прикрытия, аэромобильные части смогут противостоять механизированному противнику. „Визель“ позволит блокирующим силам находиться ближе к противнику, наземная разведка не будет ограничена пешими патрулями». Уже 1 августа 1990 года 1 вдд получила первые две серийные БДМ «Визель». Тогда же семь машин закупили США для испытаний в 9-й пехотной дивизии. Интерес к «Визелю» проявляли также страны Ближнего и Среднего Востока. БДМ прошла всесторонние испытания в пустыне, тропиках и на крайнем севере.
В ноябре 2019 года стало известно, что Бундестагом одобрен бюджет на модернизацию 196 машин Wiesel-1 общей суммой в 73 миллиона евро. Это продлит срок службы танкеток до 2030 года.

## Конструкция
Корпус Wiesel — сварной из стальной брони, защищает от огня стрелкового оружия 7,62-мм и осколков артиллерийских снарядов и мин на дистанции свыше 30 м. Пятицилиндровый дизельный двигатель размещен спереди слева, выполнен в одном блоке с автоматической трансмиссией. Механик-водитель сидит спереди справа, оставляя всю заднюю часть машины для установки вооружения.
Ходовая часть включает по четыре опорных катка и одному поддерживающему ролику на сторону. Подвеска торсионная. Машина обладает хорошей подвижностью на пересеченной местности и отличается малой шумностью при движении. Вследствие небольшой массы она может перебрасываться военно-транспортными самолетами и вертолетами, приспособлена к десантированию на парашюте.
В машине «Визель» 1 применяется двигатель фирмы Volkswagen (5-цилиндровый, с автоматическим зажиганием, четырехтактный, с турбонаддувом, объемом 2 дмз), который развивает мощность 64 кВт при 4500 об./мин. Двигатель вместе с остальными элементами трансмиссии (то есть гидродинамической передачей, четырехскоростной автоматической коробкой передач, двухскоростным редуктором, передачей управления типа «клетрак», а также основными тормозами) выполнен в виде интегрированного блока, замена которого занимает около 10 минут. С места машина развивает скорость 75 км/ч в течение 24 с. Гусеничная ходовая часть имеет переднее расположение ведущих колес, с каждого борта имеется по три опорных катка, поддерживающий ролик и направляющее колесо большого диаметра. Гусеница состоит из двух резиновых лент (внутри усилены стальными тросами и соединены металлическими поперечинами), которые взаимодействуют с зубьями ведущего колеса. Специально для машин «Визель» фирма Dieht разработала новые гусеницы (рассчитаны примерно на 6000 км), состоящие из нескольких десятков резино-металлических звеньев с пальцами.
Двигатель и трансмиссия (автоматическая пятискоростная) могут быть заменены за 15 мин. Нормальный радиус поворота машины равен 7,2 м, а в случае применения остановочных тормозов он может уменьшаться до 4,7 м. Ведущие колеса гусеничного движителя имеют переднее расположение. Подвеска опорных катков торсионная. Вертикальный ход передних катков 170 мм, задних 150 мм. Регулирование натяжения гусениц осуществляется автоматически с помощью специального механизма. Траки резиновые, армированы проволокой.
Топливный бак ёмкостью 80 л, изготовленный из упрочненного стеклопластика, установлен в кормовой части машины. Для предотвращения взрыва при пробитии его пулей в нем помещён пенообразный полиуретановый наполнитель. Теплоотдача двигателя в атмосферу уменьшена благодаря расположенному на левом борту глушителю, проходя через который отработавшие газы охлаждаются.

## Модификации

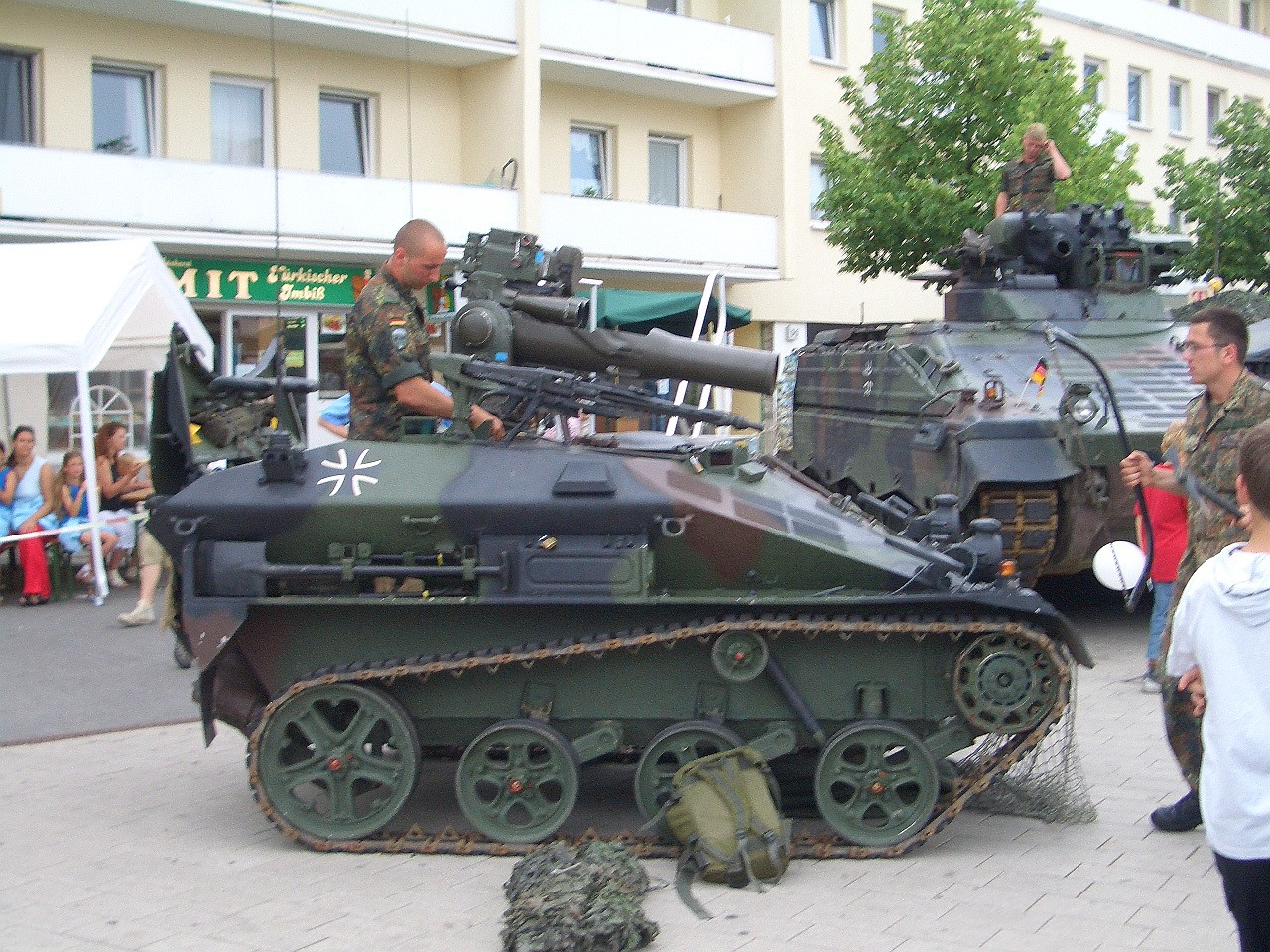
Визель с ТОУ-2

Выпускаются две основные модели: одна с ПТУР «TOW-2», другая с 20-мм пушкой Мк 20Rh 202, смонтированной в 1-местной бронированной мини-башенке Е6-П-А1. Однако машина используется и в других модификациях:
- ЗРК,
- БРЭМ,
- санитарная машина,
- машина наблюдения,
- Самоходный миномёт ВТМ 263
- и т. д.

### Противотанковая
Имеет экипаж из трех человек и вооружена ПУ ПТУР «TOW-2», которая может поворачиваться на 45 градусов в каждую сторону от осевой линии, поднимается и опускается на 10 градусов. В транспортных средствах с «Toy» устанавливаются тепловизионная система AN/TAS 4 и перископный усилитель изображения (для механика-водителя). Боекомплект: семь ракет ПТРК, из них 2 в боевом положении, готовые к пуску. В бою после пуска 2 ракет машина меняет огневую позицию (чтобы избежать обнаружения противником) и в ПУ устанавливаются 2 следующие ракеты «TOW-2». Боевой вес составляет 2,6 т.

### Огневой поддержки
Модель вооружена 20-мм пушкой Rheinmetall AG с двусторонним питанием, установленной на турели с углами горизонтальной наводки 100 градусов; вертикальной от +45 градусов до — 10 градусов. Боекомплект: около 400 20-мм патронов, 160 из которых готовы к стрельбе, остальные в резерве. Для наблюдения и ведения огня из пушки наводчик использует перископический прицел PERI Z-16, заменяемый в темное время суток ночным бесподсветочным прицелом. Эта модель имеет экипаж из 2 человек.

### Зенитная
В рамках программы «ПВО поля боя» на шасси «Визеля» выполнен самоходный ЗРК малой дальности ASRAD (Atlas Short Range Air Defence). Крыша корпуса этой машины несколько приподнята, на ней на поворотной башне монтируется вынесенная установка с четырьмя ЗУР, прицельной системой «Атлас Электроник» и лазерной системой управления. В 1995 году бундесвер заказал на шасси «Визель» самоходный ЗРК на основе ЗУР «Стингер». Через год была представлена машина с пусковой установкой, на которой могут размещаться 4 различные зенитные управляемые ракеты: «Стингер», «Мистраль» и «Игла» — с пассивной инфракрасной системой наведения и RBS-70 или RBS-90 — с лазерной.

### Самоходный миномёт
Развитие получила в виде модернизированного образца, получившего название «Визель-2»

### Разведывательная
Данную модель используют только ВС США.

## Тактика
Так как Wiesel спроектирована для перевозки по воздуху, она очень компактна и её трудно обнаружить на поле боя. Тяжёлые транспортные вертолеты типа СН-53 «Стэллион» или СН-47 «Чинук» могут перевозить по две таких машины внутри грузовой кабины.

## Состояние
По состоянию на октябрь 2008 года машина стоит на вооружении армий:
- Германии (176 ед.)[2]
- США (7 ед.) — испытывалась в качестве разведывательной машины с башней ВТМ208 (пулеметы 12,7-мм и 7,62-мм)[источник не указан 2307 дней]

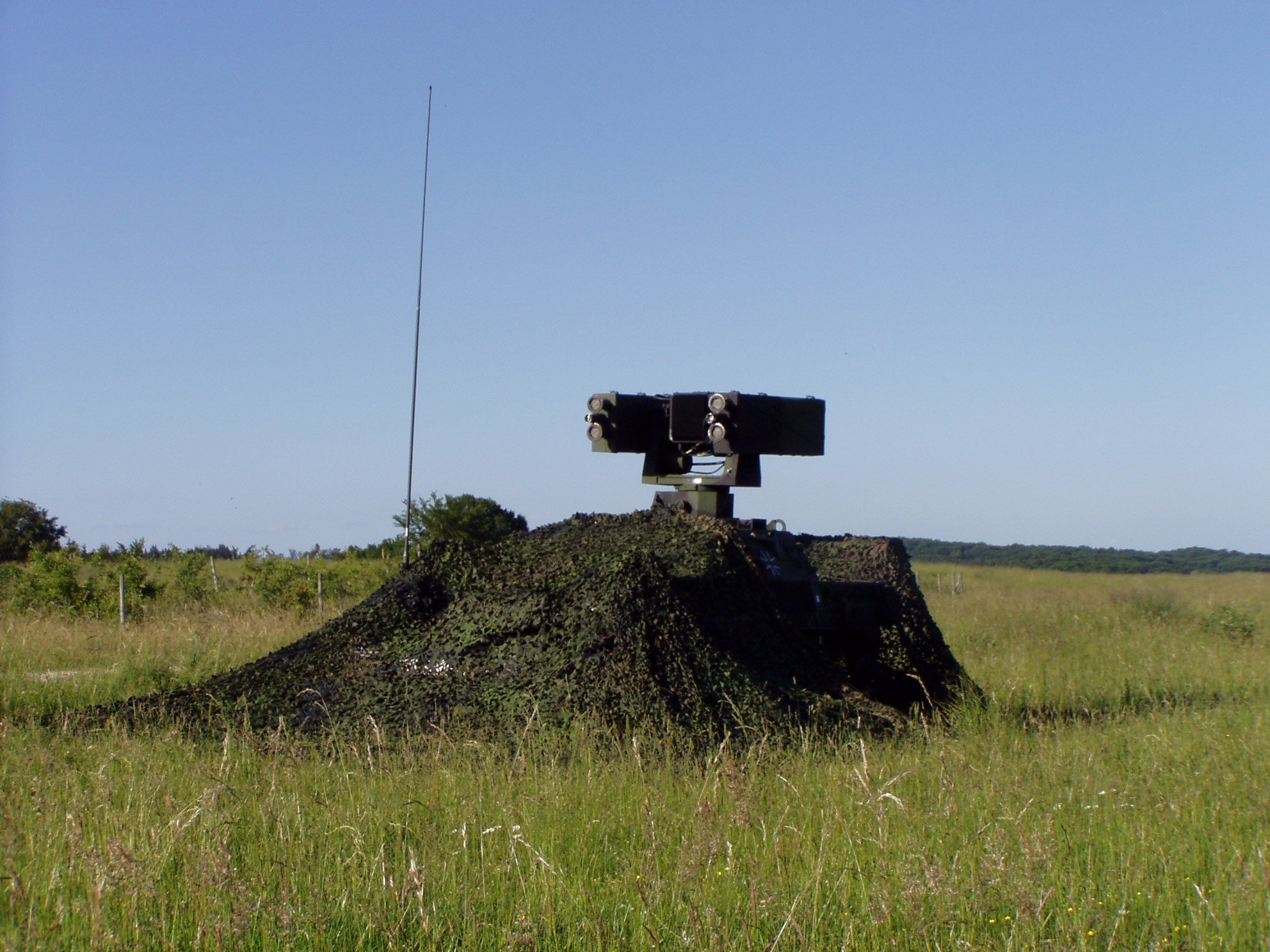
Wiesel 2 Ozelot с ЗРК
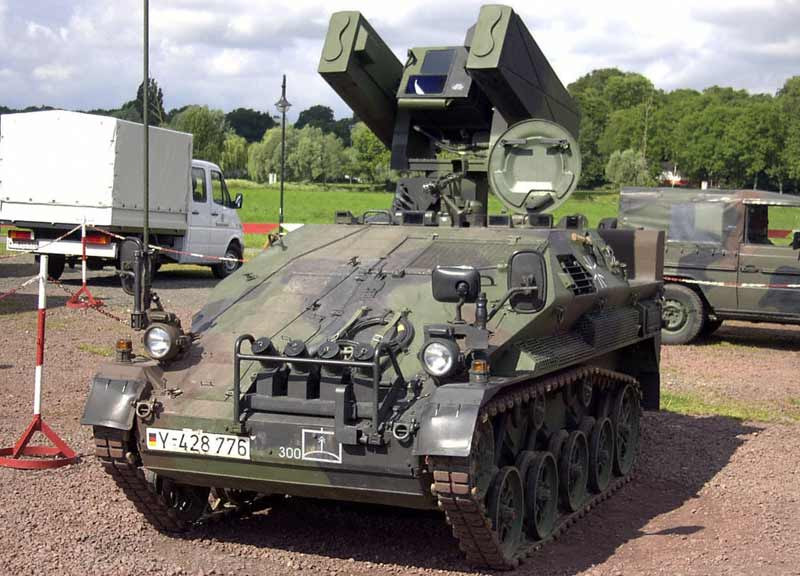
Wiesel 2 Ozelot с ЗРК
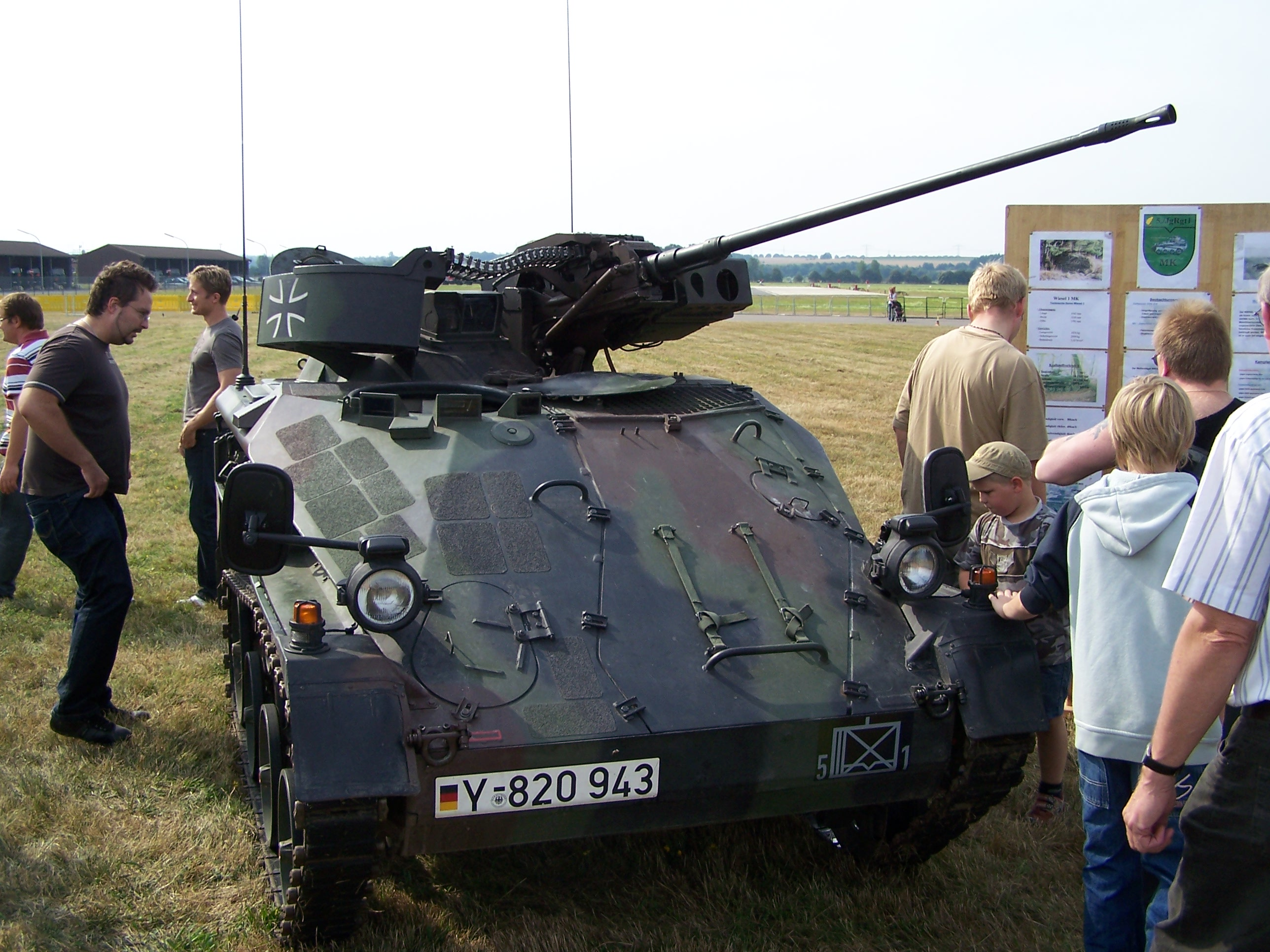
Wiesel c 20-мм пушкой
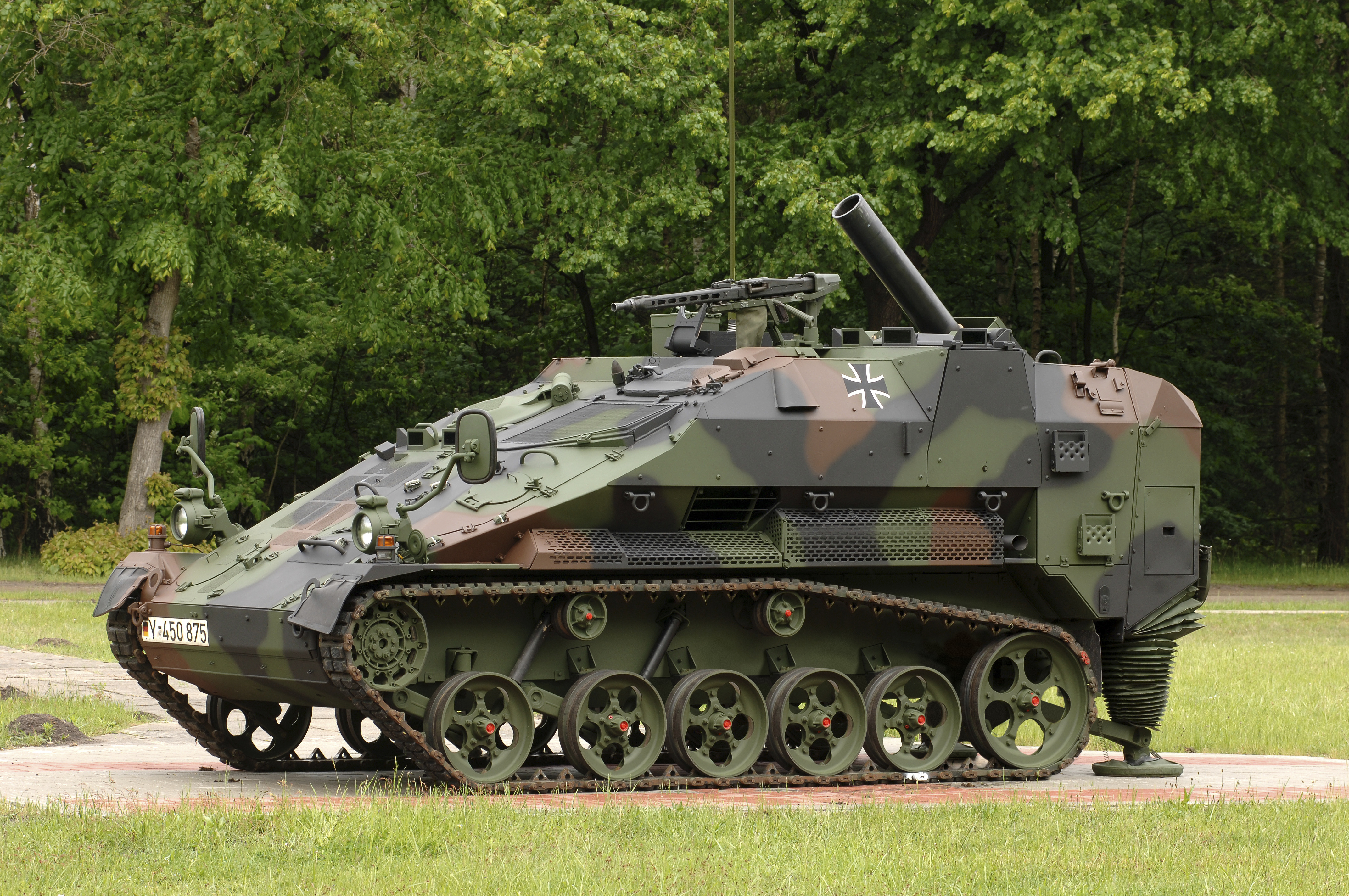
Wiesel 2 с 120-мм миномётом